# Seydou Traoré (football)
Pour les articles homonymes, voir Seydou Traoré.
Seydou Traoré, né le 17 novembre 1970 à Grand-Lahou, en Cote d'Ivoire, est un footballeur international burkinabè. Il évoluait au poste d'attaquant.

## Biographie
Il participe à trois Coupe d'Afrique des nations avec le Burkina Faso : en 1996, puis en 1998, et enfin lors de l'année 2000. Il se classe 4e lors de l'édition 1998.
En club, il joue principalement dans les pays du Golfe Persique.

## Carrière
- 1985-1993 :  Africa Sports National
- 1994 :  RC Kadiogo
- 1995-1998 :  FC Bressuire
- 1998-1999 :  Al-Ahli Dubaï
- 1999 :  Al-Ain
- 1999-2000 :  Qatar SC
- 2000-2001 :  Al-Ahli ad-Dōḥa
- 2002 :  Al-Ain
- 2002-2007 :  Al-Qadisiya
- 2007-2008 :  AS Taissy[3]